# マスターズ水泳
マスターズ水泳は、水泳競技であり、健康・友情・相互理解・競技をモットーに水泳競技を楽しむものである。競技として国際的に発展しており、日本においては社団法人日本マスターズ水泳協会（日本水泳連盟加盟団体）が統括する。

## 概要
他の競技会との大きな違いは、年齢区分にある（ただし、同じくクラブチームを対象としたジュニアの水泳大会である全国JOCジュニアオリンピックカップ水泳競技大会も大学生を除く18歳以下の年齢区分で行われている）。国際的には25歳から5歳ごとに年齢が区分されるが、日本マスターズ水泳協会においては高等学校を卒業した18歳以上から参加が可能であり、18歳〜24歳区分、25歳〜29歳区分、以降5歳ごとに区分される。出場資格は、日本マスターズ水泳協会に登録しているスイミングクラブやスポーツクラブなどのクラブチーム、サークル、独自に創設したチームで、その登録チームに所属している高等学校を卒業した社会人と大学生（日本水泳連盟学生委員会に登録していないもの）である。水泳競技者として長年続けてきた選手がピークを過ぎても楽しむことのできるスポーツであるとともに、過去に水泳競技者であったリターンスイマーや水泳初心者であってもそれぞれに目標を設置し、自分の能力に応じて競技を楽しむことができる。そのため、10代から100歳、元オリンピック選手から初心者と、幅広い層の選手が出場している大会となっている。
モットーにもあるように、競技もさることながら、
- 水泳を通じた健康増進
- 大会に参加を通じた参加者との交流
- 同様に、大会で赴いた場所の観光や食事等（による相互理解）

といったポイントにも重点を置くのがマスターズ水泳の楽しみでもある。

## 競技・種目
日本国内で開催される競技会はほとんど競泳競技だが、世界マスターズ水泳選手権では飛込・水球・アーティスティックスイミング・オープンウォータースイミングも実施されている。
競泳では基本的には他の競泳競技大会と同様に、個人種目は自由形・平泳ぎ・背泳ぎ・バタフライと個人メドレーがあり、団体種目はフリーリレー・メドレーリレーがある。距離についても他の競泳競技大会と同様に、自由形では 50m・100m・200m・400m・800m・1500m 、平泳ぎ・背泳ぎ・バタフライでは 50m・100m・200m 、個人メドレーでは 100m（短水路のみ）・200m・400m 、フリーリレーでは 4×50m・4×100m・4×200m 、メドレーリレーでは 4×50m・4×100m が行われる。ただし、自由形については短距離種目（50m・100m・200m）のみ行われ、長距離種目（400m・800m・1500m）については大会進行の都合上行われない場合が多く、別に長距離大会が設けられている。マスターズ水泳の特徴として、世界水泳連盟および日本水泳連盟で認められている上記の種目以外にも、自由形・平泳ぎ・背泳ぎ・バタフライでは 25m 、フリーリレー・メドレーリレーでは 4×25m が短水路大会において行われており、記録として認められている。その関係で、短水路大会では 200m 種目が行われない場合も多い。
日本は世界的に見て長寿国であるため、超高齢の世代では多数の世界記録を有している。

## 競技規則
世界水泳連盟では競泳・飛込・水球・アーティスティックスイミング・オープンウォータースイミングのマスターズ競技規則を、他の年代の競技規則との差異を示す形で規定している。
日本国内のマスターズ水泳は日本マスターズ水泳協会が統括しているため、マスターズ競泳競技規則は同協会が定めている。マスターズ協会は日本水泳連盟の加盟団体なので間接的に世界水泳連盟の統括を受ける形になり世界記録の申請ができる。世界記録の申請には、現行の世界水泳連盟の競泳の水着ルールに則った水着を着用していなければならない。
競泳の泳法については、競泳におけるルールの変遷よりも前の世代の選手も多くいるため、他の競泳競技大会とは異なる部分がある。

## 大会
主催・運営・記録公認を日本マスターズ水泳協会が行う主催大会、主催・運営は各都道府県・地域の水泳連盟や団体が行って日本マスターズ水泳協会は記録の公認のみ行う公認大会、主催・運営をWA（世界水泳連盟）または海外の団体が行う海外大会の3種類に大別される。主催大会を含め、年間約90の公認大会が開催されている。
主な大会
- 世界マスターズ水泳選手権
マスターズ水泳の世界一を決める大会。世界水泳連盟が主催する大会で、2年に一度世界水泳選手権の開催都市で開催されている。
- アジアマスターズ水泳選手権大会
マスターズ水泳のアジア一を決める大会。アジア水泳連盟と日本マスターズ水泳協会が共催する大会で、2018年7月12日～16日の期間で第1回大会が名古屋で開催された。
- 日本マスターズ水泳選手権大会（ジャパンマスターズ）
マスターズ水泳の日本一を決める大会。日本マスターズ水泳協会と日本水泳連盟が主催する大会で、毎年夏（7月）に4日間に渡って開催されている。1会場で行われる大会としては最も参加者が多い大会である。
- 日本マスターズ水泳短水路大会（ジャパンマスターズ）
マスターズ水泳の日本一を決める大会。日本マスターズ水泳協会と各会場別の水泳連盟などが主催する大会で、毎年春（4月～5月）に全国20数会場に分かれて開催されている。会場別の大会は全て同一大会扱いであるため、実質最も参加者が多い大会である。それぞれの会場別での表彰後、全国ランキングが発表される。
- 日本マスターズ水泳スプリント選手権大会（ジャパンマスターズスプリント）
マスターズ水泳の日本一を決める大会。日本マスターズ水泳協会と千葉県水泳連盟が主催し、毎年冬（11月）に千葉県国際総合水泳場で2日間に渡って開催されている。